# Afrotrilepis
Afrotrilepis, biljni rod iz porodice šiljovki raširen po zapadnoj tropskoj Africi. Priznate su dvije vrste, od kojih je tipična A. pilosa, koja je kao Trilepis pilosa opisana još 1875.

## Vrste
1. Afrotrilepis jaegeri J.Raynal
2. Afrotrilepis pilosa (Boeckeler) J.Raynal

## Sinonimi
- Trilepis subg. Afrotrilepis Gilly, bazionim
- Catagyna Hutch. & Dalziel